# Русифікація Балтії
Русифікація або зросійщення Балтії (лит. Baltijos rusifikacija, латис. Baltijas pārkrievošana, ест. Baltimaade venestamise, рос. Русификация Прибалтики) — політика, що проводилася Російською імперією на території трьох балтійських країн Литви, Латвії, Естонії, терени яких, у той час входили до її складу, з метою насадження місцевому населенню російських мови та культури.

## Остзейські губернії в складі Російської імперії
Унаслідок Північної війни та третього поділу Речі Посполитої територія остзейських губерній (сучасні Латвія та Естонія) і Литви потрапили до складу Російської імперії. 1801 року Естляндська, Курляндська та Ліфляндська губернії були об'єднані у Прибалтійському генерал-губернаторстві (існувало до 1876 року). Остзейські губернії мали в складі Росії особливий статус, оскільки являли собою цілком неросійське середовище (у першій половині XIX століття росіяни були або старообрядцями, нелояльними імперії, або купцями і чиновниками), мали автономний устрій та управління як ландтагом із місцевого неросійського дворянства, так і імперською владою, представленою губернаторами. Під час правління імператора Миколи I міністр народної просвіти Сєрґєй Уваров розробив проєкт поступового зросійщення шкіл балтійських губерній і Тартуського університету.

## Зросійщення Латгалії та Литви
Після входження до складу Російської імперії Латгалія (історичний регіон на сході Латвії) була перетворена на Двінську провінцію Псковської губернії, проте 1796 року увійшла до Білоруської губернії. У Литві було створено Литовське намісництво, яке 1801 року було розділене між Віленською та Гродненською губерніями.
До 1831 року управління на землях колишньої Речі Посполитої здійснювалося на основі Литовських статутів, але після поразки Польського повстання на них було поширено юрисдикцію російського імперського законодавства. 1832 року було закрито всі католицькі монастирі, а ченців — вигнано. У Латгалії було закрито парафіяльні школи у Вілянах та Аглоні і духовну семінарію в Краславі. 1843 року терени, заселені литовцями, було розділено між Віленською та Ковенською губерніями. Викладання в латгальських і литовських школах мало бути відтоді виключно російськомовним.
1865 року латишам Латгалії було заборонено друкувати тексти латиницею. У 1871—1904 роках в Латгалії було заборонено друкувати і поширювати книги латиською мовою. Так само було змінено писемність литовської мови та обмежено її вживання.

## Зросійщення Курляндії, Ліфляндії та Естляндії
Положення про лютеранські народні середні школи в Курляндії, Ліфляндії та Естляндії від 25 квітня 1875 року передбачало, що вивчення російської мови у парафіяльних школах буде обов'язковим і повинно бути запровадженим протягом наступних п'яти років (у Ліфляндії в 1882 році російська викладалася вже у 790 із 1085 парафіяльних шкіл). Водночас почалося створення шкіл із виключно російською мовою викладання (на 1882 рік у латиських частинах Ліфляндії та Курляндії було вже 13 таких парафіяльних шкіл і 8 початкових шкіл та гімназій). 1868 року були відкриті Ризька Олександрівська та Жіноча Ломоносівська гімназія, які стали першими такими закладами у регіоні.

## Посилення русифікації (1885—1905)

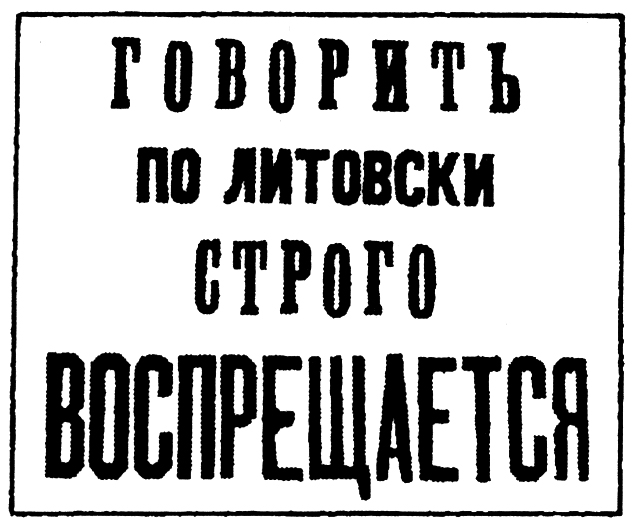
Російський плакат із забороною розмовляти литовською мовою

Сходження на престол Олександра III після вбивства Олександра II у 1881 році спричинило перехід імперської влади до русифікаторської політики. Зросійщення торкнулося усіх мешканців балтійських губерній — і латишів, і естонців, — а статс-секретар Олександр Половцов у своєму щоденнику занотував: «Усі, хто не відповідає образу великоросів, переслідуються: німці, поляки, фіни, євреї, мусульмани — всі сприймаються вороже до Росії». Головним ідеологом русифікації став оберпрокурор Святійшого Синоду Константін Побєдоносцев.
1888 року почалося створення структур російської державної поліції шляхом завезення офіцерів із Росії. 1889 року розпочалося впровадження загальноросійського імперського законодавства. Російська мова стала єдиною мовою, якою могли працювати поліція та суди. У 1885—1890 роках російська також була введена обов'язковою в усіх школах та університетах остзейських губерній. Також було встановлено, що в народних школах усі предмети, окрім релігії та церковного співу, повинні викладатися російською. 1889 року Біркенругська та Вінландська гімназії отримали розпорядження перейти на російську мову навчання. Ультиматум був відкинутий, тож 1892 року навчальні заклади були закриті.
1890 року Ніколай Лавровський був призначений керівником Тартуського освітнього округу. З його призначенням посилилися русифікаторські тенденції: за перший рік його керівництва всі школи перейшли на російську мову, а вчителів, які не могли викладати російською, було звільнено. За розмову латиською мовою в школах дітей карали вішанням на шию таблиці або медалі з написом «Я сьогодні розмовляв латиською» (рос. дореф. Я сегодня говорилъ по латышски), яку учень носив доти, доки не буде виявлено іншого, хто вжив латиську.
В рамках русифікації 1893 року було перейменовано місто Дерпт, що отримало назву Юр'єв (під такою назвою його заснував князь Ярослав у XI столітті). 1918 року містові дали назву Тарту, яку воно носить дотепер.
Імперський уряд на законодавчому рівні заохочував російську імміграцію до Балтії (зокрема, сприяв купівлі державної землі). Серед великих землевласників у Ліфляндії та Курляндії росіян було мало, так само як і селян, проте кількість російських робітників, чиновників, учителів, працівників судів тощо стрімко зростала у великих містах. До регіону прибуло багато російських військовослужбовців, оскільки сюди було переведено багато військових підрозділів, а частина Балтійського флоту дислокувалася в Лієпаї.
1897 року в Ризі було 16,1 % росіян, а 1913 — 19,3 % від загальної чисельності населення міста.
Русифікаторська політика була призупинена і послаблена внаслідок Першої російської революції 1905—1907 років.
Під час реалізації столипінської аграрної реформи імперський уряд планував розмістити у Курляндії близька ста тисяч іммігрантів з Росії. Естонських та латиських селян заохочували емігрувати до малозаселених регіонів імперії. Масштабні колонізаційні заходи були перервані Першою світовою війною, а згодом — утворенням незалежних держав — Литви, Латвії та Естонії.